# Драгатуш
Драгатуш (словен. Dragatuš) — поселення в общині Чрномель, Південно-Східна Словенія, Словенія. Висота над рівнем моря: 166,7 м.